# Клаус Чючер
Клаус Чючер (нім. Klaus Tschütscher; нар. 8 липня 1967, Руґґель) — ліхтенштейнський політичний і державний діяч.

## Освіта
Закінчив Університет Санкт-Галлена у 1993 році. Отримав ступінь доктора наук в 1996 році. У 2005–2009 роках продовжив освіту в Цюріхському університеті за спеціальністю міжнародне бізнес право.

## Кар'єра
Голова правового управління Податкової служби Ліхтенштейну в 1995–2005 роках. Одночасно заступник директора Податкової служби Ліхтенштейну в 1996–2005 роках. Заступник прем'єр-міністра Ліхтенштейну і міністр юстиції в коаліційному уряді Отмара Хаслера в 2005–2009 роках. Представляв в уряді партію Вітчизняний союз.

## Прем'єр-міністр Ліхтенштейну
За результатами парламентських виборів 8 лютого 2009 року партія Вітчизняний союз посіла лідируюче положення в ландтазі. 25 березня 2009 року Клаус Чючер очолив коаліційний уряд з представників Вітчизняного союзу і Прогресивної громадянської партії.
Уряд Чючера нормалізував відносини країни з Чехією. Вони були розірвані відразу після прийняття декретів Бенеша, завдяки яким власність князів Ліхтенштейну була націоналізована Чехословаччиною. У липні 2009 між урядами обох країн було підписано угоду про відновлення дипломатичних відносин. Встановлення дипломатичних відносин не було обговорено ніякими умовами. Вирішено, що питання про князівську власність буде вирішуватися виключно в судовому порядку, а не на рівні урядів двох країн.

## Родина
Одружений, має двох дітей.